# Elián Larregina
Elián Gaspar Larregina (* 20. Februar 2000 in Suipacha) ist ein argentinischer Sprinter, der sich auf den 400-Meter-Lauf spezialisiert hat und über diese Distanz aktuell Inhaber des Landesrekordes ist. 2022 siegte er bei den Südamerikaspielen und 2020 und 2024 wurde er Hallensüdamerikameister.

## Sportliche Laufbahn
Erste Erfahrungen bei internationalen Meisterschaften sammelte Elián Larregina im Jahr 2017, als er bei den U18-Weltmeisterschaften in Nairobi mit 59,05 s in der ersten Runde über 400 Meter ausschied. Im Jahr darauf belegte er bei den U23-Südamerikameisterschaften in Cuenca in 46,54 s den vierten Platz und erreichte auch mit der argentinischen 4-mal-400-Meter-Staffel in 3:18,23 min diese Position. 2019 klassierte er sich bei den Panamerikanischen-Juniorenmeisterschaften in San José im 200-Meter-Lauf in 21,66 s auf dem achten Platz und wurde über 400 Meter in 46,95 s Siebter. 2020 siegte er bei den erstmals ausgetragenen Hallensüdamerikameisterschaften in Cochabamba mit neuem Hallenrekord von 47,52 s und gewann mit der Staffel in 3:29,45 min die Silbermedaille hinter dem Team aus Bolivien. 2021 verbesserte er seinen Landesrekord in Concepción del Uruguay auf 45,87 s und klassierte sich anschließend bei den Südamerikameisterschaften in Guayaquil mit 48,06 s auf dem siebten Platz. Im Jahr darauf gewann er bei den Ibero-Amerikanischen Meisterschaften in La Nucia in 45,78 s die Bronzemedaille hinter den Dominikanern Lidio Féliz und Luguelín Santos und Ende September siegte er in 45,53 s bei den U23-Südamerikameisterschaften in Cascavel im Einzelbewerb sowie in 3:04,39 min auch in der 4-mal-400-Meter-Staffel. Kurz darauf siegte er in 45,80 s bei den Südamerikaspielen in Asunción.
2023 gewann er bei den Südamerikameisterschaften in São Paulo in 45,63 s die Silbermedaille über 400 Meter hinter dem Kolumbianer Anthony Zambrano und sicherte sich zudem in 3:05,76 min gemeinsam mit Pedro Emmert, Bruno De Genaro und Julián Gaviola die Bronzemedaille hinter den Teams aus Venezuela und Brasilien. Anschließend schied er bei den Weltmeisterschaften in Budapest mit 45,42 s im Vorlauf über 400 Meter aus. Anfang November gelangte er bei den Panamerikanischen Spielen in Santiago de Chile mit 50,90 s auf den siebten Platz und wurde mit der Staffel in 3:15,69 min Achter. Im Jahr darauf siegte er bei den Hallensüdamerikameisterschaften in Cochabamba mit neuem Meisterschafts- und Landesrekord von 46,37 s. Im Mai siegte er mit neuem Landesrekord von 45,27 s bei den Ibero-Amerikanischen Meisterschaften in Cuiabá. Beim Meeting Madrid siegte er mit neuem Landesrekord von 44,93 s und anschließend schied er bei den Olympischen Sommerspielen in Paris mit 45,02 s im Semifinale aus. 2025 siegte er in 47,21 s zum dritten Mal über 400 Meter bei den Hallensüdamerikameisterschaften in Cochabamba und sicherte sich im Staffelbewerb in 3:23,58 min gemeinsam mit Helber Melgarejo, Renzo Cremaschi und Franco Florio die Bronzemedaille hinter den Teams aus Venezuela und Bolivien. Ende April gewann er bei den Südamerikameisterschaften in Mar del Plata in 46,17 s die Silbermedaille über 400 Meter hinter dem Venezolaner Kelvis Padrino und gewann in der Mixed-Staffel in 3:23,12 min gemeinsam mit Agustín Pinti, María Florencia Lamboglia und Noelia Martínez die Bronzemedaille hinter den Teams aus Brasilien und Kolumbien. Zudem sicherte er sich mit der Männerstaffel in 3:08,77 min die Silbermedaille hinter dem brasilianischen Team.
In den Jahren von 2018 bis 2022 sowie 2025 wurde Larregina argentinischer Meister im 400-Meter-Lauf sowie 2019 auch über 200 Meter.

## Persönliche Bestzeiten
- 200 Meter: 21,08 s (+2,0 m/s), 12. Mai 2019 in Mar del Plata
- 400 Meter: 44,93 s, 21. Juni 2024 in Madrid (argentinischer Rekord)
  - 400 Meter (Halle): 46,37 s, 28. Januar 2024 in Cochabamba (argentinischer Rekord)